# Marván Huszejn
Marván Huszejn Haszan el-Adzsíli (arabul: مروان حسين حسن العجيلي; Bagdad, 1991. január 4. –) iraki labdarúgó, az élvonalbeli As-Surta csatára.

## Pályafutása
Öt szezont játszott az Al-Zawraa csapatában  mielőtt 2014 ben az Al Shortához szerződött, ugyanabban az évben, amikor meghívták az iraki válogatottba. A bemutatkozása egy barátságos mérkőzésen került sor az észak-koreai labdarúgó-válogatott ellen 2014. február 21-én.
Tagja volt annak a 23 fős keretnek, amely a 2015-ös Ázsia-kupán a 4. helyen végzett.

## Sikerei, díjai

### Klubcsapatokkal
Al-Zaurá
- Iraki bajnokság: 2010–11

### A válogatottal
Irak U23
- U23-as Ázsia-bajnokság: 2014